# Марани - Мацанта (Виченца)
Марани - Мацанта је насеље у Италији у округу Виченца, региону Венето.
Према процени из 2011. у насељу је живело 268 становника. Насеље се налази на надморској висини од 354 м.